# 秋吉翔太
秋吉 翔太（あきよし しょうた、1990年7月22日–）は、熊本県熊本市出身の日本のプロゴルファー。

## 経歴
野球や水泳をしていたが10歳のころから父親の影響でゴルフを始め、高校は樟南高等学校に進学。
2008年、第63回国民体育大会ゴルフ競技少年の部では鹿児島県代表として出水田大二郎らと団体2位。個人では木下稜介に2打差、松山英樹に6打差をつけて優勝している。
高校卒業後、熊本県内のゴルフ場で腕を磨きながらともに練習をしていた有村智恵、一ノ瀬優希らのツアーキャディを務めたこともある。
2009年プロ転向。2011年、プロ転向後のツアー初戦「日本オープンゴルフ選手権競技」で最終日を6位タイで迎えたが15位タイに終わった。賞金ランク119位。
2016年には、トータルドライビングで1位となるなど、持ち味は“飛んで曲がらない”ドライバー。
シードに届かない時期が続いたが2017年は日本オープンで4位タイに入るなど活躍。賞金ランク43位で初めてシード権を獲得した。
2018年、「中日クラウンズ」は最終日を単独首位で迎えたが2つのダブルボギーを叩いて4位タイ。「ミズノオープン」では最終日を首位と3打差の6位タイで迎えたが逆転し、通算1アンダーの唯一アンダーパーでホールアウト。2位のマイケル・ヘンドリー、川村昌弘、小林正則に1打差でツアー初優勝。全英オープンの出場権も獲得した。初出場となった全米オープンでは2日間通算19オーバー、148位タイで予選落ちした。帰国直後の「ダンロップ・スリクソン福島オープン」で最終日に8つスコアを伸ばし通算20アンダー、2位の山岡成稔に1打差で優勝。初優勝から28日でツアー2勝目を獲得する快挙となった。全英オープンではトリプルボギーを叩くなど2日間通算9オーバー、131位タイで予選落ち。年間2勝を挙げ、6,152万円を獲得し、賞金ランク14位で2年連続シード権獲得。年間2勝は市原弘大と並んでシーズン最多勝だった。
2019年、前年優勝したダンロップ・スリクソン福島オープンではバーディーを重ね、首位と2打差の2位で最終日を迎えたが悪天候で中止となり、星野陸也が優勝。「東海クラシック」では首位に並んで迎えた最終18番ホールで池に入れてしまい痛恨のボギー。優勝したショーン・ノリスに1打届かず2位タイ。賞金ランク26位。
2021年、「KBCオーガスタゴルフトーナメント」2日目9番ホールでアルバトロスを記録。
ボールやキャディバッグには故郷熊本の人気キャラクター「くまモン」のイラストをあしらっている。

## 成績

### 日本ツアー優勝 (2)
| No. | 日程             | 大会                               | スコア                | 2位との差 | 2位（タイ）                            |
| --- | ---------------- | ---------------------------------- | --------------------- | --------- | -------------------------------------- |
| 1   | 2018年5月24-27日 | ミズノオープン                     | −1 (72-73-72-70=287)  | 1打差     | マイケル・ヘンドリー 川村昌弘 小林正則 |
| 2   | 2018年6月21-24日 | ダンロップ・スリクソン福島オープン | −20 (67-71-66-64=268) | 1打差     | 山岡成稔                               |